# Josep Bru i Sans
Josep Bru i Sans (Tarragona, 30 d'octubre de 1911 - Barcelona, 18 de juny de 2004) fou un resistent antifranquista català, un dels primers caps de l'Agrupació Guerrillera de Catalunya.

## Biografia
Pertanyia a una família de republicans d'esquerra. El seu avi havia conspirat per proclamar la República, i el seu pare havia estat secretari de la Junta que va proclamar la Segona República a Tarragona.
De molt jove va a entrar com a funcionari a l'ajuntament de Tarragona. El 1931 es va afiliar a la Unió General de Treballadors i el 1936 en fou nomenat primer secretari general a Tarragona.
En esclatar la guerra civil espanyola, com a militant del PSUC, es va incorporar a l'Exèrcit Popular de la República. El desembre del 1937, com a integrant de la 139a Brigada Mixta, va participar en els combats de Terol i la seva unitat fou agregada a la 45a Divisió Internacional. Va participar en la batalla de l'Ebre, fou condecorat amb la Medalla Individual al Valor i acabà essent cap d'Estat Major de la seva Brigada.
El 9 de febrer de 1939 es va exiliar a França. Quan el Tercer Reich va ocupar França es va integrar en el maquis juntament amb altres espanyols exiliats, assoliria el grau de capità de les Forces Franceses de l'Interior i formaria part del Comitè Interaliat. Durant de la invasió de la Vall d'Aran (1944) fou enviat a Osca com a oficial de la Unió Nacional Espanyola, promoguda pel PCE. Després del fracàs de la invasió fou destinat a Barcelona per tal de reorganitzar la guerrilla urbana del PSUC. El febrer de 1945 participaria en la constitució del germen de la primera Agrupació Guerrillera de Catalunya, de la que en fou cap d'Estat Major, mentre que Josep Aymerich i Aymerich n'era cap militar i Miguel Núñez González responsable polític.
Pocs mesos després, però, fou detingut per la policia franquista. Fou tancat a la presó Model de Barcelona fins al 23 de desembre de 1945, quan va sortir en llibertat condicional. Després de sortir s'allunyà definitivament de la política activa i va treballar en diverses feines fins que, un cop acabada la dictadura franquista, es va reincorporar al seu lloc de treball a l'Ajuntament de Tarragona. Cap al final de la seva vida va escriure dos llibre recollint les seves vivències de la postguerra.

## Obres
- El que em va tocar viure (2002) Ed. Arola ISBN 84-95134-97-7
- Del foc a la brasa (2004) Ed. flor del vent, ISBN 84-89644-96-9